# Charles III d'Alençon
Pour les articles homonymes, voir Charles III.
Charles III de Valois, né en février 1337, mort à Lyon le 5 juillet 1375, est un comte d'Alençon et du Perche, archevêque de Lyon, fils aîné de Charles II et de Marie de la Cerda.
Il succède à son père, tué à la bataille de Crécy, et se fait dominicain en 1361. Il fait alors des études de théologie où il excelle et est ensuite élu et sacré archevêque de Lyon le 13 juillet 1365 malgré une certaine opposition du chapitre cathédral de la cité. Il a fallu trois élections en deux mois, et tout l'appui du pape et du roi.
Sans descendance, son frère puîné, Pierre II d'Alençon lui succède.